# Lattanzio Gambara

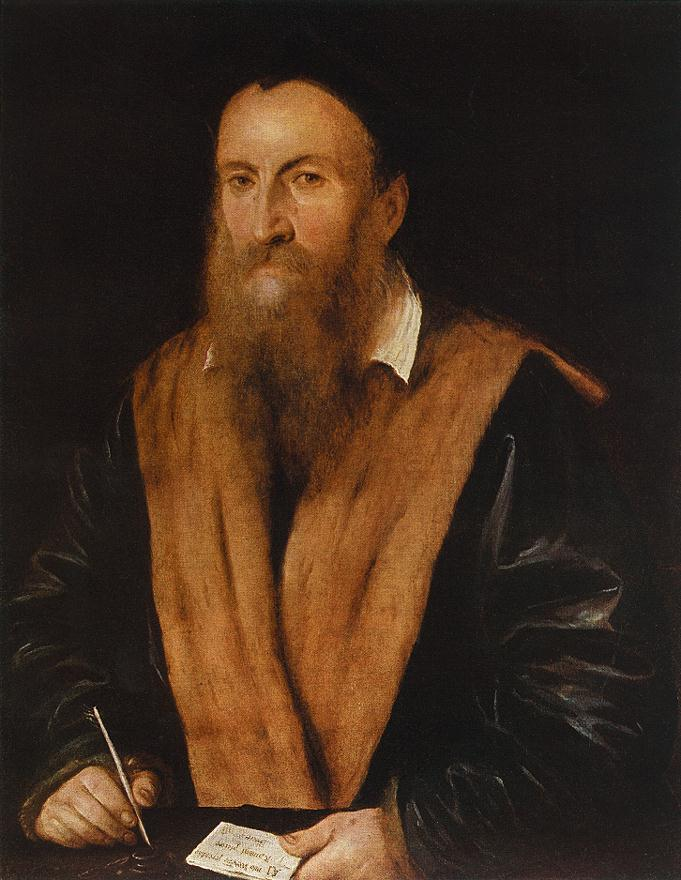
Lattanzio Gambara Portret Girolamo Romaniego, ok. 1560

Lattanzio Gambara (1530–1574) – włoski malarz tworzący w okresie manieryzmu, głównie w okolicach Brescii.

## Życiorys
Uczeń Giulio Campiego oraz Girolamo Romaniego, z którymi współpracował ozdabiając tamtejsze kościoły Santa Eufemia i San Lorenzo.
W 1558 roku namalował obraz ołtarzowy dla kościoła Santa Maria Silva w Brescii oraz udekorował malowidłami wille Contarini w Ascolo, a także zrealizował cykl fresków ukazujących sceny z Apokalipsy świętego Jana, zdobiący loggie w Brescii (uległy zniszczeniu podczas alianckich nalotów w 1944 roku).
W 1566 roku powrócił z krótkiego pobytu w Wenecji, dekorując kościół S. Stefano w Vimercarte, w którego dekoracjach uwidaczniały się oddziaływania stylu Il Pordenone i Giulia Romano.
W latach 1567–1573 artysta pracował nad polichromią nawy katedry w Parmie, stworzonymi dzięki współudziałowi Bernardino Gattiego, wykazującymi silne oddziaływanie stylu Correggia.
Na krótko przed jego śmiercią powstały ostatnie dzieła malarza, w tym freski wewnątrz kopuły parmeńskiego kościoła Santa Maria della Steccata, a także polichromie kościoła San Pietro al Po w Cremonie.
Zmarł 18 marca 1574 roku na skutek upadku z rusztowania.